# 頭蝨
頭蝨，學名Pediculus humanus capitis，是蝨的一種、属于人虱的一个亚种（另一亚种是体虱），寄生於人類的頭髮或頸部的毛髮之中。在人類身體其他毛髮上寄生的蝨都不是頭蝨。

## 外觀特徵
頭蝨呈褐色或灰色，有頭、胸、腹三部份，以及六隻腳。
頭蝨的前腳比較大，以便抓緊毛囊。

## 生命週期

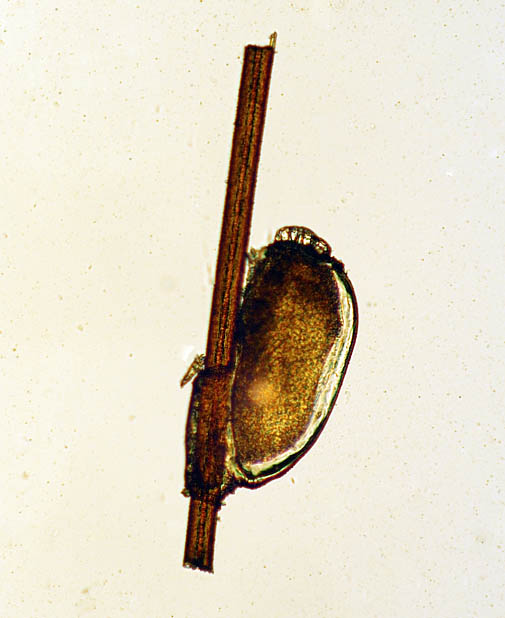
頭蝨的卵

雌性的頭蝨在頭皮附近的毛髮上產卵。蟲卵的大小相當於印刷品的一點，呈淺黃色、褐色或灰色，需7天—9天孵化成幼虫。如蟲卵無法孵化便會死亡。死亡的卵呈暗色，類似葡萄乾。
幼虫和成蟲相似，只是體積較小。幼蟲以血液為食物，在孵化後約8天—10天便會變為成蟲，期間進行三次變態 (脫皮)。成蟲仍以血液為食物，雌蟲會產卵。一隻脫離了人體的成蟲會在兩天內死亡。
頭蝨的性別在完全成為成蟲前不易判定。雌蟲一旦成形便可受精產卵，每天大約產下3顆—7顆蟲卵。
成蟲的壽命大約為27天—30天。

## 感染及症狀
頭蝨不帶源病菌及病毒疾病
頭蝨是經接觸傳染的寄生蟲。除與患者親密接觸外，與患者共用毛巾、衣物、梳等亦可能受到感染。

## 預防與治療
預防頭蝨的方法包括：
- 定時清洗衣物及床上用品，並保持個人衛生。
- 避免與頭蝨患者作親密接觸或共用物品 (如梳、帽、衣服、枕頭等)
- 適量洗頭──過於頻繁地洗頭會減少頭髮間的油脂，反而會提高感染頭蝨的風險。
- 使用有藥性的洗髮精可以殺死頭蝨。用密齒的梳子梳頭可以除去蟲卵。患者使用的梳子必須徹底清洗。